# Мордік
Мордік (нім. Moordiek) — громада в Німеччині, розташована в землі Шлезвіг-Гольштейн. Входить до складу району Штайнбург. Складова частина об'єднання громад Брайтенбург.
Площа — 6,3 км2. Населення становить 112 ос. (станом на 31 грудня 2020).